# Transrektale Prostatasonographie

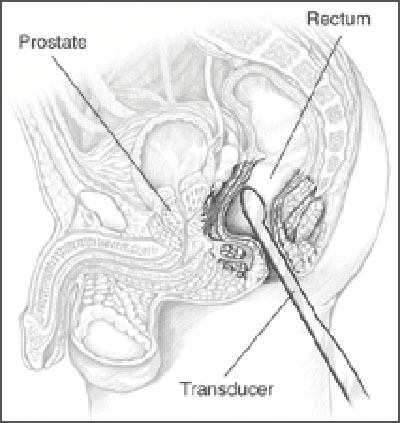
Ein schematisiertes Bild über die Anwendung der Sonde

Die transrektale Prostatasonographie (abgekürzt TPS oder TRUS für transrektaler Ultraschall) ist ein bildgebendes Diagnoseverfahren, bei dem mit Hilfe von Ultraschall eine Aufnahme der inneren Organe in der Beckenregion gemacht wird.

## Nomenklatur
Die präzise Bezeichnung lautet transrektale Prostatasonographie und wird mit TPS abgekürzt. „Umgangssprachlich“ wird dieses Verfahren auch weniger präzise als transrektaler Ultraschall bezeichnet, was mit TRUS abgekürzt wird. Im Englischen wird die gleiche Abkürzung TRUS verwendet, dort für Transrectal ultrasonography.

## Verfahren
Dieses Verfahren gehört zu der Klasse der Sonografien. Es diente zunächst hauptsächlich der Früherkennung von Erkrankungen der Prostata wie zum Beispiel die Benigne Prostatahyperplasie oder Prostatakrebs. Seitdem die Prostatakrebs-Vorsorge auch mit Hilfe der Bestimmung des PSA-Wertes gemacht wird, wird die transrektale Prostatasonographie überwiegend zur genauen Kontrolle während einer Biopsie von Gewebe aus der Prostata angewandt.
Dabei wird eine Sonde in den Anus eingeführt und innerhalb des Darmes nahe bei der Prostata platziert. Die Nähe der Prostata zur Darmwand ermöglicht dadurch besonders gute Bilder.
Wird der transrektale Ultraschall zur Früherkennung von Prostatakrebs eingesetzt, ist er in Deutschland eine sogenannte Individuelle Gesundheitsleistung und muss von den gesetzlichen Krankenkassen nicht bezahlt werden. Der IGeL-Monitor des Vereins Medizinischer Dienst des Spitzenverbandes Bund der Krankenkassen hat diese Leistung mit „tendenziell negativ“ bewertet. Der Grund: Man habe in der systematischen Literaturanalyse keine Studien gefunden, die Nutzen und Schaden des Ultraschalls zur Prostatakrebs-Früherkennung untersucht hätten. Zur Früherkennung werden vor allem Abtasten, PSA-Test und Ultraschall angeboten. Das Abtasten ist eine Kassenleistung. PSA-Test und Ultraschall übernehmen die gesetzlichen Krankenkassen nur bei einem Krebsverdacht oder bei Beschwerden, die auf Prostatakrebs hindeuten.